# Belpre (Ohio)
Belpre és una ciutat dels Estats Units a l'estat d'Ohio. Segons el cens del 2000 tenia 6.660 habitants.

## Demografia
Segons el cens del 2000, Belpre tenia 6.660 habitants, 3.058 habitatges, i 1.923 famílies. La densitat de població era de 730,5 habitants per km².
Dels 3.058 habitatges en un 25,2% hi vivien nens de menys de 18 anys, en un 47,9% hi vivien parelles casades, en un 11,4% dones solteres, i en un 37,1% no eren unitats familiars. En el 32,7% dels habitatges hi vivien persones soles el 14% de les quals corresponia a persones de 65 anys o més que vivien soles. El nombre mitjà de persones vivint en cada habitatge era de 2,18 i el nombre mitjà de persones que vivien en cada família era de 2,73.
Per edats la població es repartia de la següent manera: un 20,9% tenia menys de 18 anys, un 8,3% entre 18 i 24, un 26,4% entre 25 i 44, un 26% de 45 a 60 i un 18,4% 65 anys o més.
L'edat mediana era de 41 anys. Per cada 100 dones de 18 o més anys hi havia 80,1 homes.
La renda mediana per habitatge era de 29.603 $ i la renda mediana per família de 36.401 $. Els homes tenien una renda mediana de 31.743 $ mentre que les dones 21.789 $. La renda per capita de la població era de 18.195 $. Aproximadament el 12,1% de les famílies i el 15,2% de la població estaven per davall del llindar de pobresa.

## Poblacions properes
El següent diagrama mostra les poblacions més properes.